# Iraq al-Amir
Iraq al-Amir è un villaggio in Giordania, nella provincia di Amman. Il villaggio si trova nella valle del Giordano, a circa 15 chilometri a sud-ovest della città di Wadi Al Seer (sobborgo di Amman).

## Geografia
Iraq al Amir si trova su colline di media altitudine. La zona ha molte sorgenti ed è famosa per i suoi uliveti e paesaggi boschivi.

## Il castello Iraq Al-Amir
Il villaggio ospita un unico monumento archeologico: il "castello" di 'Iraq al-Amir, la cui costruzione risale al II secolo a.C. ed è collegato a Hyrcan, membro della famiglia dei Tobiadi. La decorazione di questo complesso è notevole: ispirata all'arte ellenistica e all'arte persiana, gli altorilievi e i fregi sono una testimonianza fondamentale delle molteplici influenze nell'architettura del periodo ellenistico ai confini degli imperi e dei lagidi seleucide.